# Cephalaria ambrosioides
Cephalaria ambrosioides är en tvåhjärtbladig växtart som först beskrevs av John Sibthorp och Sm., och fick sitt nu gällande namn av Roemer och Schultes. Cephalaria ambrosioides ingår i släktet jätteväddar, och familjen Dipsacaceae. Inga underarter finns listade i Catalogue of Life.

## Bildgalleri

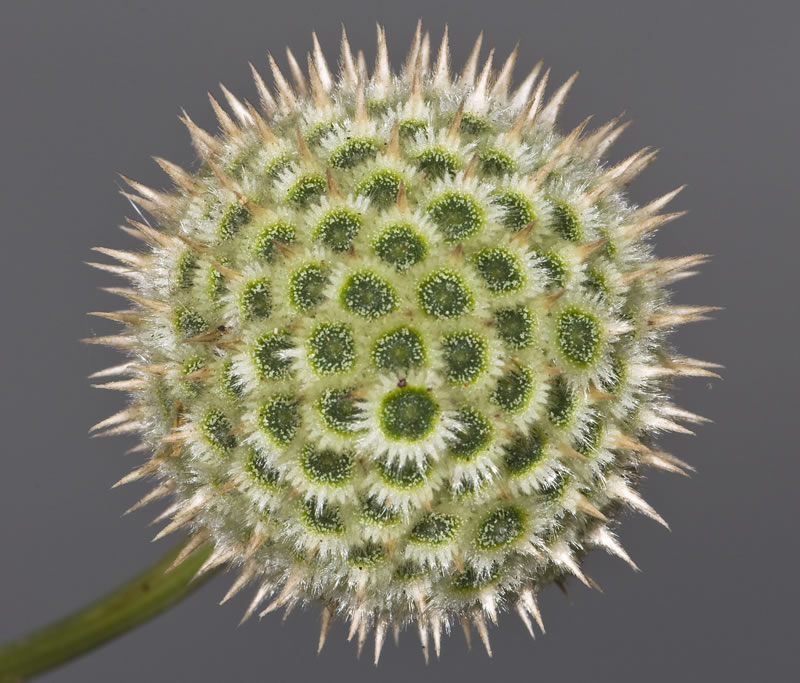
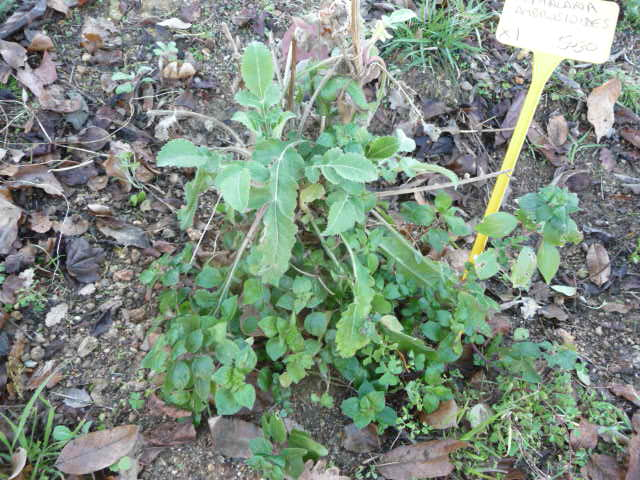